# Biblioteka Al-Ma’adi
Biblioteka Al-Ma’adi – egipska biblioteka publiczna znajdująca się w Al-Ma’adi pod Kairem. Została otwarta 30 czerwca 2002 roku. Biblioteka organizuje wiele wydarzeń, m.in. seminaria i wystawy. Działa również przy niej teatr i kino.